# Čtverzubec stříbropásý
Čtverzubec stříbropásý (Lagocephalus sceleratus) je ryba z čeledi čtverzubcovitých v řádu čtverzubců.

## Rozšíření
Druh je běžný v Indickém a Tichém oceánu. Kromě toho v rámci Lessepsovské migrace pronikl Suezským průplavem do Středozemního moře, kde už byl chycen mimo jiné na pobřeží Izraele, Turecka, Chorvatska, Katalánska i Maroka a jeho počet rychle roste. V květnu roku 2024 byl zaznamenán až v Medulinském zálivu u Istrijského poloostrova.

## Jedovatost
Stejně jako jiné ryby z čeledi čtverzubcovitých obsahuje tetrodotoxin, pro člověka velice nebezpečný jed způsobující zástavu svalů, která může vést ke smrti. Jeho rozšíření ve Středozemním moři je nebezpečné zejména tím, že ho zdejší rybáři ani turisté příliš neznají a nevědí, že je jedovatý.